# Sticky Vicky
Victoria María Aragüés Gadea, más conocida por su nombre artístico Sticky Vicky o Vicky Leyton (Santa Cruz de Tenerife, 15 de abril de 1943-29 de noviembre de 2023) fue una bailarina e ilusionista española, conocida por su espectáculo de magia vaginal.

## Biografía
Nacida en Santa Cruz de Tenerife el 15 de abril de 1943, pronto se traslada con su madre a Barcelona debido a que con seis años su padre abandona el hogar. Vicky estudió durante 15 años ballet clásico y posteriormente trabajó como bailarina. Junto con su hermana, que era contorsionista, montó un número musical y de baile. Es entonces cuando un empresario le dio el nombre por el que sería conocida el resto de su vida: Vicky Leyton. Llegó a ser gerente de El Molino, un teatro del Paralelo barcelonés.
Con la muerte de Francisco Franco y la llegada del destape, pasa momentos difíciles. El público demandaba espectáculos más picantes y los empresarios contrataban a extranjeras que sí estaban dispuestas a desnudarse. Es en ese entonces cuando un amigo prestidigitador le sugiere hacer un número de magia sacando distintos objetos de su vagina. Tras practicar su nuevo número durante un tiempo, empezando con cosas fáciles como pañuelos, Vicky estrenó su espectáculo en una sala de espectáculos Barcelona con gran éxito. Su número la llevó al resto de España e incluso al extranjero.
A principios de la década de 1980, siguiendo el consejo de su hermana, se traslada a Benidorm (Alicante). Su intención era descansar y reponerse, pero su hermana la convenció para que actuara en un hotel. De nuevo logró gran éxito y gracias a la respuesta del público decide instalarse en la ciudad turística.
Su espectáculo comenzaba con «Sticky Vicky» desnudándose lentamente al son de la música. Posteriormente empezaba el número de magia que consistía hacer aparecer objetos de su vagina. Lograba sacarse objetos como bolas de pingpong, huevos, pañuelos, salchichas o incluso varias cuchillas de afeitar atadas a lo largo de una cuerda. Un momento culminante era cuando se apagaban las luces y sacaba una bombilla encendida. Solía terminar su número abriendo una botella de tónica. Su espectáculo no pretende ser pornográfico ni ella se considera una actriz porno. En sus propias palabras: «Para hacer lo que yo hago debes tener mucha delicadeza. Hay que darle un toque de elegancia».
Nunca llegó a casarse y tuvo dos hijos: Eduardo Romero Aragüés y María Gadea Aragüés. María vio por primera vez el espectáculo con trece años y decidió seguir sus pasos. En los últimos años solían actuar juntas.
En 2001 Vicky demandó a María Rosa Pereira («Sexy Bárbara») por utilización indebida de su signo distintivo «Sticky Vicky». María Rosa registró el nombre que Vicky había estado utilizando durante muchos años sin haberlo registrado. Vicky ganó en primera instancia en los Juzgados de Benidorm. La demandada apeló a la Audiencia Provincial de Alicante y se desestimó la demanda, negando protección a los trucos de magia, pero reconociendo que sí podría llegar a protegerse, como obra coreográfica, la combinación original de los mismos. Finalmente, en 2009, la Audiencia Provincial de Valencia vuelve a dar la razón a Vicky aduciendo que María Rosa «había obrado con mala fe y fraude de los derechos de la recurrente, aprovechándose de reputación ajena y generando confusión».
Vicky realizó su última función en otoño de 2015, con 72 años cumplidos, ya que tuvo que operarse de la cadera. A mediados de febrero le fue diagnosticado cáncer de útero y, en un comunicado por Facebook, decidió retirarse poco antes de cumplir 73 años. Su hija María —equilibrista que actuaba bajo el nombre artístico de Demaria Leyton— pese a continuar el espectáculo en un principio también decidió retirarse y dedicarse a otros proyectos no relacionados con el espectáculo de magia sexy. Su retirada fue recibida con afectuosas palabras de sus admiradores y por la decepción de algunos por el hecho de no poder ver más su espectáculo.

## Legado
Tras tres décadas en Benidorm actuando su espectáculo llegó a ser presenciado por numerosos espectadores. Según el periódico El País, su espectáculo era visto cada año por hasta 300 000 personas (unos seis millones en total). Vicky actuaba generalmente seis veces por noche, seis noches a la semana. Un espectáculo completo duraba aproximadamente media hora, aunque si las condiciones así lo exigían podía actuar hasta quince veces en una única noche recortando la duración a diez minutos. Su espectáculo se anunciaba como «new fashion sexy show» en inglés o «magia vaginal» en español.
Debido a su avanzada edad y la duración ininterrumpida de su show ha sido considerada como un mito viviente de Benidorm, sobre todo entre el turismo británico. La propia Vicky Leyton se mostraba sorprendida, al decir en su página web: «Nunca pensé que pudiera llegar a estar en un escenario a mi edad, y todo gracias al público inglés».
Apareció como personaje secundario (cameo) en el primer y sexto capítulos de la tercera temporada de la serie británica Benidorm. Además, en la sexta temporada Jacqueline (Janine Duvitski) tiene que hacerse pasar por ella dado que Sticky Vicky está de vacaciones. En un poema titulado «Jack The Lad», Robert Fallon describe el espectáculo de Vicky.
En la actualidad se está rodando un documental sobre su vida , con la participación del respetado actor y mimo Argentino Español ,Martin Kent quien bajo la tutela de su persona rinde el único tributo autorizado por la familia .